# Shanhou (sockenhuvudort i Kina, Heilongjiang Sheng, lat 46,59, long 127,40)
Shanhou (kinesiska: 山后, 山后乡) är en sockenhuvudort i Kina. Den ligger i provinsen Heilongjiang, i den nordöstra delen av landet, omkring 110 kilometer nordost om provinshuvudstaden Harbin. Antalet invånare är 27 669. Befolkningen består av 13 755 kvinnor och 13 914 män. Barn under 15 år utgör 14,0 %, vuxna 15-64 år 79 %, och äldre över 65 år 6,0 %.
Runt Shanhou är det ganska tätbefolkat, med 185 invånare per kvadratkilometer. Närmaste större samhälle är Dexiang, 19,8 km sydväst om Shanhou. Trakten runt Shanhou består till största delen av jordbruksmark.
Genomsnittlig årsnederbörd är 871 millimeter. Den regnigaste månaden är juli, med i genomsnitt 215 mm nederbörd, och den torraste är januari, med 9 mm nederbörd.